# Izabella Lipniewicz
Izabella Krystyna Lipniewicz z domu Kochalska (ur. 4 kwietnia 1953 w Gdańsku) – polska mikrobiolożka i działaczka opozycyjna. 

## Życiorys
Izabella Lipniewicz w 1976 ukończyła studia na Wydziale Biologii i Nauk o Ziemi Uniwersytetu Gdańskiego.
W latach 1976–1980 była zatrudniona w Zakładzie Mikrobiologii Instytutu Patologii Akademii Medycznej w Gdańsku, a od lipca 1980 do grudnia 1981 w Pracowni Bakteriologii Klinicznej Instytutu Patologii Państwowego Szpitala Klinicznego nr 1 w Gdańsku.
W 1980 wstąpiła do NSZZ „Solidarność”, była członkinią Komitetu Zakładowego. 17 grudnia 1981 wraz z Witoldem Marczukiem została aresztowana za wręczenie funkcjonariuszom Milicji Obywatelskiej egzemplarza niezależnego pisma. Osadzono ją w Areszcie Śledczym w Gdańsku. 29 grudnia 1981 została skazana na 3 lata pozbawienia wolności i 2 lata pozbawienia praw publicznych. Wyrok odbywała w Zakładzie Karnym w Bydgoszczy-Fordonie, Krzywańcu oraz Grudziądzu. 20 stycznia 1983 została uniewinniona po rewizji nadzwyczajnej przez Sąd Najwyższy. Po opuszczeniu więzienia została ponownie zatrudniona w Szpitalu Klinicznym nr 1, gdzie pracowała do 1994. W 1985 uzyskała I stopień specjalizacji z mikrobiologii, w 1994 II stopień. W latach 1983–1988 była łączniczką Ewy Kubasiewicz, także w kontaktach z działającym w ukryciu Andrzejem Kołodziejem z Solidarności Walczącej. Współpracowała z Andrzejem i Joanną Gwiazdami przy druku pisma „Poza Układem”.
W latach 1994–2008 pracowała jako laborantka w przedsiębiorstwach z branży ochrony zdrowia. W czerwcu 2008 przeszła na emeryturę.
W 2017 wojewoda Dariusz Drelich powołał ją w skład Pomorskiej Wojewódzkiej Rady Konsultacyjnej ds. Działaczy Opozycji Antykomunistycznej oraz Osób Represjonowanych z Powodów Politycznych, w której zasiadała do 2024.
Jedna z bohaterek wydanej w 2016 książki Anny Herbich „Dziewczyny z Solidarności”.
Córka Bogusława i Elżbiety. Matka dwóch synów.

## Odznaczenia
- Krzyż Oficerski Orderu Odrodzenia Polski (2009)[1]
- Krzyż Wolności i Solidarności (2016)[3][7]